# 威靈頓鎮區 (密歇根州)
威靈頓鎮區（英語：Wellington Township）是位於美國密歇根州阿爾皮納縣的一個行政鎮區。

## 地方資料
威靈頓鎮區的面積為138.30平方千米，當中陸地面積為137.90平方千米，而水域面積為0.40平方千米。根據2020年美國人口普查的數據，當地共有人口250人，而人口密度為每平方千米1.81人。